# Иоанн (Железов)
Архимандри́т Иоа́нн (в миру Па́вел Алекса́ндрович Желе́зов; род. 25 августа 1985, Хмельницкий) — священнослужитель Русской православной церкви, архимандрит, избранный епископом Бронницким, викарием патриарха Московского и всея Руси. Наместник Высоко-Петровского ставропигиального монастыря (с 2025); настоятель Богородице-Рождественского Бобренева монастыря (2021—2025).
Тезоименитство — 30 марта (12) апреля (память преподобного Иоанна Лествичника).

## Биография
Родился 25 августа 1985 года в Хмельницком (УССР) в семье военнослужащего. Крещён 14 сентября 1989 года в храме Рождества Пресвятой Богородицы года Хмельницкого. В 1992—1993 года учился в СОШ посёлке Новофёдоровка (военный гарнизон «Саки-4») Сакского района Республики Крым; в 1993—1995 года — в СОШ № 3 года Пушкино Московской области; в 1995—1998 годы — в СОШ посёлке Софрино Пушкинского района Московской области; в 1998—2001 года — в СОШ № 7 города Дубны Московской области; в 2001—2002 годы — в СОШ № 15 города Коломны Московской области.
После школы поступил в Коломенскую духовную семинарию, которую закончил в июне 2007 году. После чего поступил в Московскую духовную академию, которую окончил в 2010 году.
В 2010—2012 годы исполнял послушания алтарника, педагога-катехизатора и преподавателя воскресной школы в кафедральном соборном Храме Христа Спасителя города Москвы. В 2012—2016 годы — референт-иподиакон в Московском епархиальном управлении.
9 апреля 2026 года в Успенском храме Новодевичьего монастыря митрополитом Крутицким и Коломенским Ювеналием (Поярковым) совершен его монашеский постриг с наречением имени Иоанн в честь преподобного Иоанна Лествичника. 17 апреля 2016 года в Успенском храме Новодевичьего монастыря города Москвы митрополитом Крутицким и Коломенским Ювеналием (Поярковым) поставлен в иподиакона и посвящен во диакона.
3 июля 2016 года в Николо-Архангельском храме микрорайона Никольско-Архангельский города Балашихи был рукоположен в сан священника митрополитом Крутицким и Коломенским Ювеналием (Поярковым). 4 июля 2016 года зачислен в клир Богородице-Рождественского Бобренева мужского монастыря и назначен настоятелем Владимирского храма посёлка Индустрия Коломенского района Московской области. 11 февраля 2020 года освобождён от должности настоятеля Владимирского храма поселка Индустрия Коломенского района и назначается настоятелем Иоанно-Богословского храма города Коломна Московской области с оставлением в братии Богородице-Рождественского Бобренева монастыря.
1 октября 2021 года указом митрополита Крутицкого и Коломенского Павла (Пономарёва) освобождён от обязанностей настоятеля Иоанно-Богословского храма города Коломны и назначен исполняющим обязанности игумена Богородице-Рождественского Бобренева мужского монастыря города Коломны. 11 октября 2023 года решением Священного синода Русской православной церкви утверждён в должности игумена Богородице-Рождественского Бобренева мужского монастыря города Коломны. 26 октября 2023 года в праздник Иверской иконы Пресвятой Богородицы, митрополит Крутицкий и Коломенский Павел (Пономарёв) возвёл настоятеля Богородице-Рождественского Бобренева мужского монастыря иеромонаха Иоанна (Железова) во игумена и вручил ему игуменский посох.
15 мая 2025 года решением Священного синода Русской православной церкви освобождён от должности настоятеля Бобренёва мужского монастыря города Коломны Московской области, и назначен наместником Высоко-Петровского ставропигиального мужского монастыря города Москвы.

### Архиерейское служение
24 июля 2025 года решением Священного синода РПЦ избран викарием Патриарха Московского и всея Руси с титулом «Бронницкий».
8 августа 2025 года в храме Всех святых, в земле Русской просиявших, Патриаршей и синодальной резиденции в Даниловом монастыре управляющим делами Московской Патриархии митрополитом Воскресенским Григорием возведён в сан архимандрита.